# 후지타 나오유키
후지타 나오유키(일본어: 藤田 直之, 1987년 6월 22일 ~ )는 일본의 축구 선수이다.

## 구단 경력
그는 2010년부터 2024년까지 J리그의 사간 도스, 비셀 고베, 세레소 오사카에서 활동하였다.

## 국가대표팀 경력
그는 2015년 EAFF 동아시안컵에 참가할 일본 국가대표팀에 발탁되었으며, 8월 5일 대한민국와의 경기에서 데뷔했다.

## 통계
| 일본 | 일본 | 일본 |
| 연도 | 출전 | 득점 |
| ---- | ---- | ---- |
| 2015 | 1    | 0    |
| 통산 | 1    | 0    |